# 嵩山蛇穴
座標: 北緯34度47分51秒 東経137度29分06秒 / 北緯34.79750度 東経137.48500度

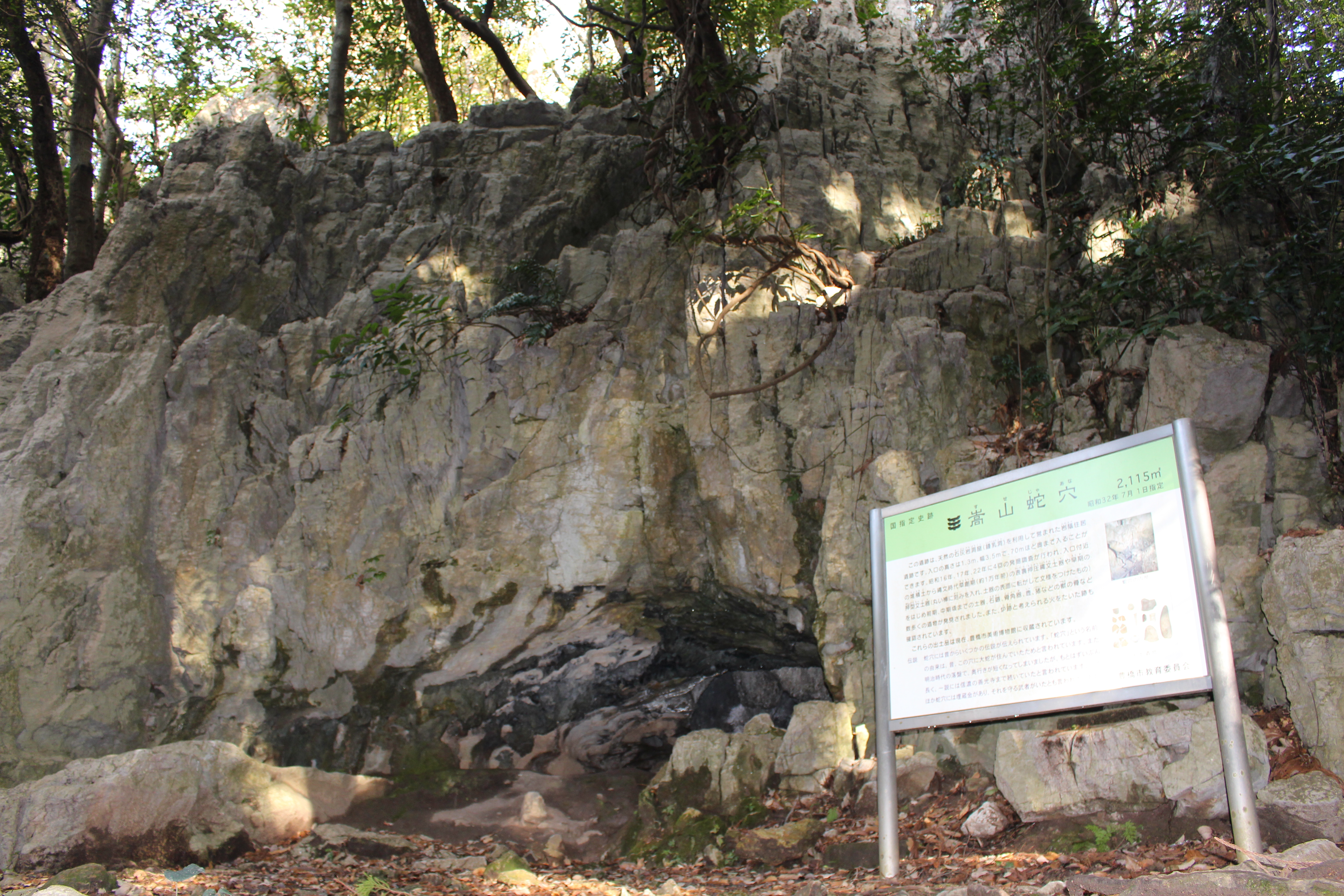
嵩山蛇穴

嵩山蛇穴（すせのじゃあな）は、愛知県豊橋市嵩山町にある縄文時代の洞窟。1957年7月1日に国の史跡に指定された。嵩山から本坂峠への登り口近くにある深さ50mほどの鍾乳洞で、縄文時代前期の洞窟住居跡だったとされている。ジャアナヒラタゴミムシなど、全国的にも希少な洞穴生物が生息する。

## 遺跡周辺
本坂トンネルの南西部には、石灰岩の嵩山蛇穴などの洞窟、鍾乳洞、風穴などがあり、国の史跡の指定を受けている。東海地方の固有種である「ジャアナヒラタゴミムシ（Jujiroa ana）」はこの洞窟を基準産地として記録された。愛知県側の周辺の山腹には、石灰岩の採石場がある。 
本坂峠を越える経路自体は、縄文時代から存在していた。街道近くの静岡県三ケ日町の石灰採石場では、新人段階の化石人骨（三ヶ日人）が見つかっており、縄文遺跡や弥生遺跡が数多く存在している。

## 遺跡の概要
嵩山町字浅間下、標高140メートルの山腹に形成された石灰洞（鍾乳洞）に縄文時代草創期 - 早期の人々の生活痕跡が残る遺跡である。
1941年に愛知県史蹟名勝天然紀念物調査会主事の小栗鉄次郎によって初めて調査され、以後1947年までに4次にわたる調査が実施されている。洞窟の入口高さは1.3メートル、奥行は70メートルほどある。入口近くに炉の跡があり、土器、石器、骨角器などが出土している。
土器は縄文草創期の表裏押圧文土器片が出土しているほか、早期の押型文土器、前期・中期・晩期の縄文土器も出土している。出土品には土器片を円形に加工したものや、貝刃などもある。動物質のものではイノシシ、ニホンジカ、タヌキの骨、ハマグリ、ヤマトシジミなども出土しており、縄文人の食生活が垣間見える。

## ギャラリー

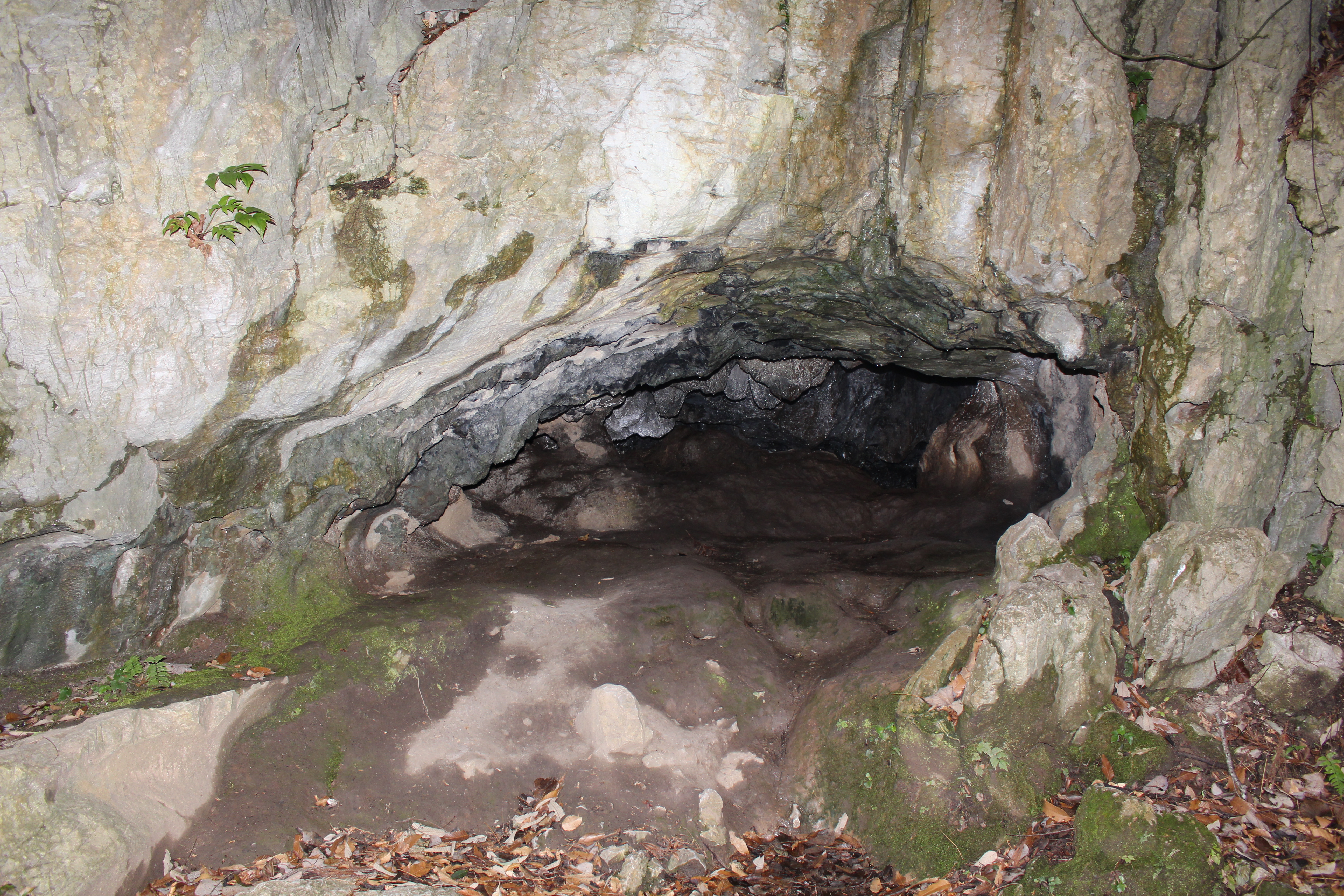
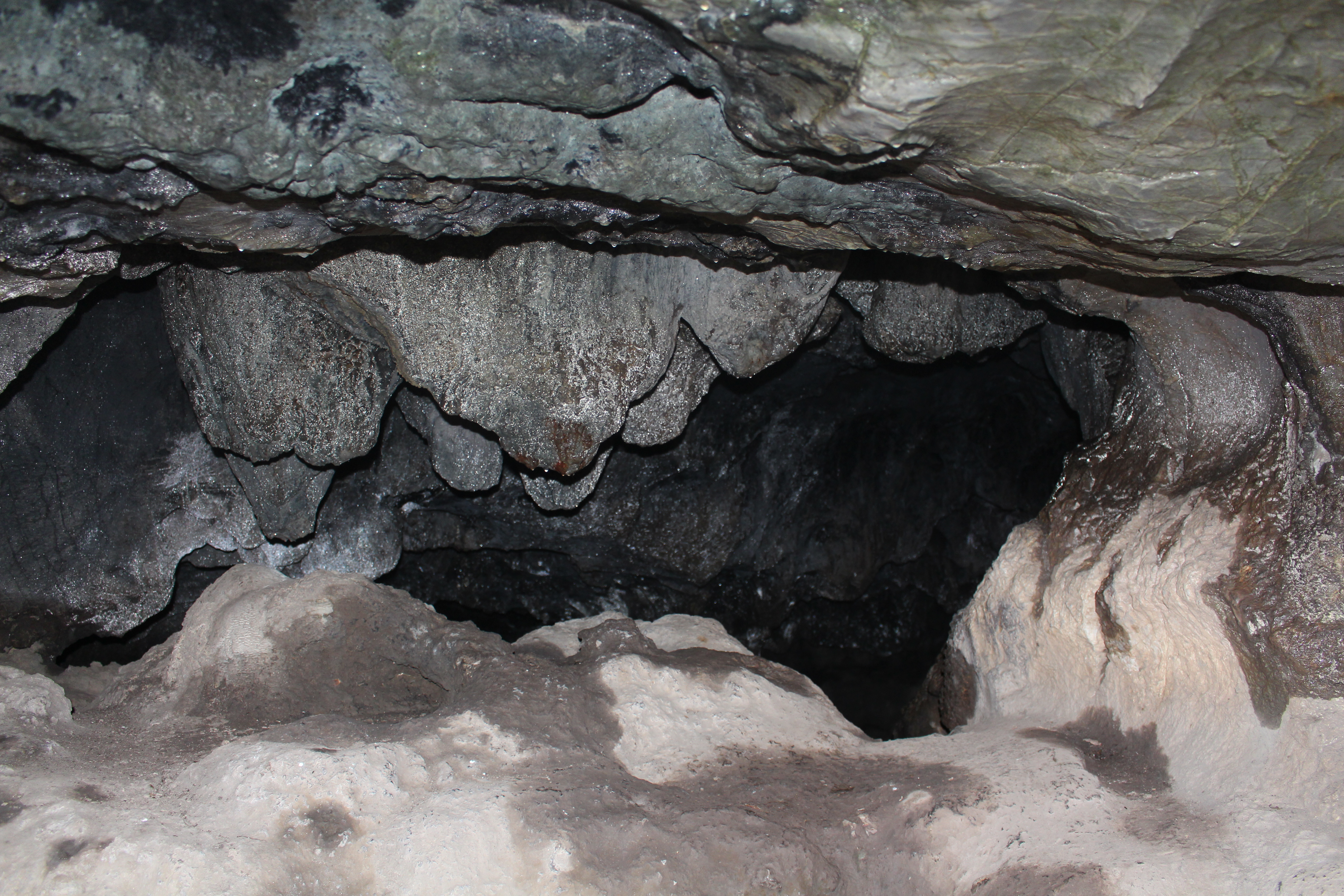
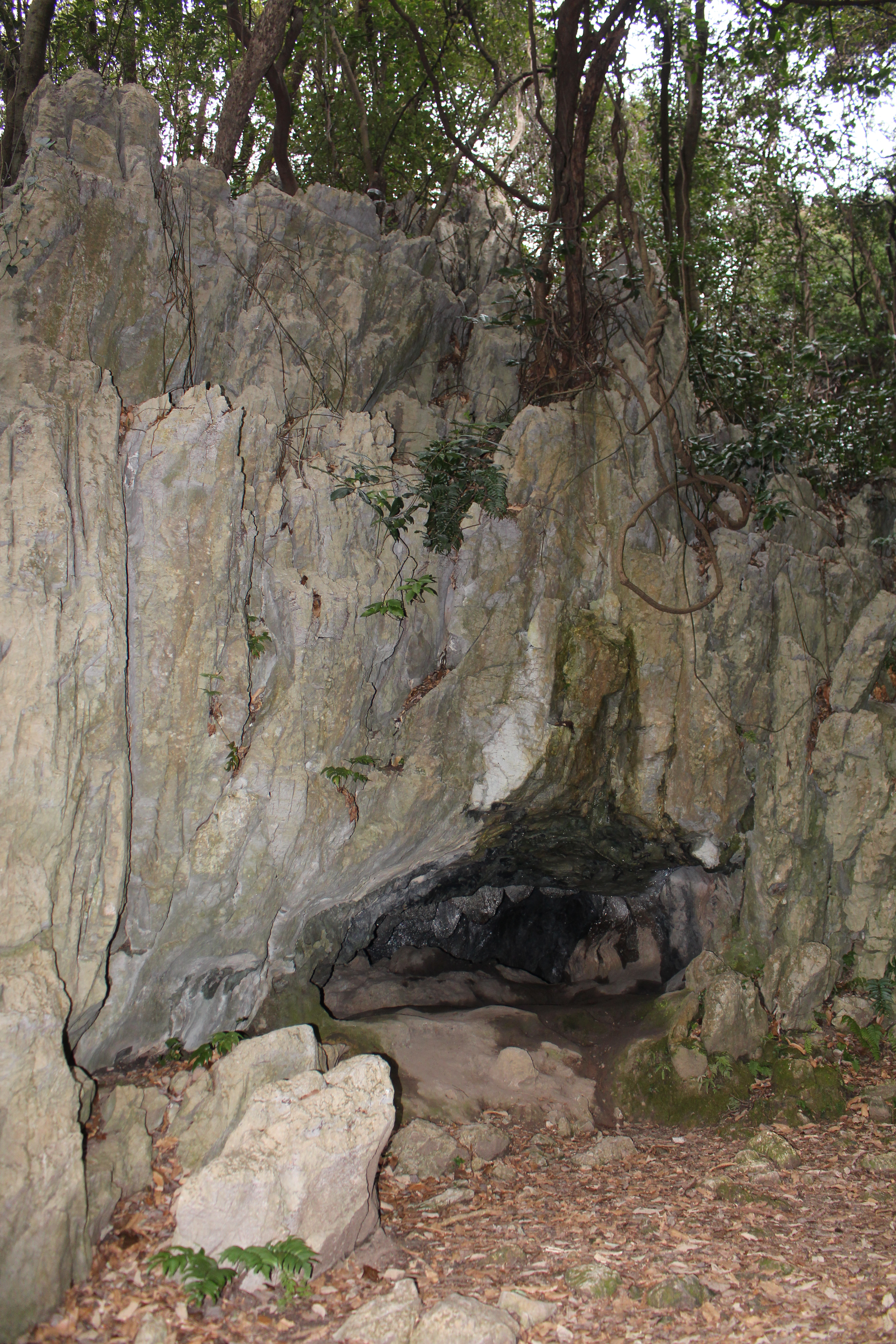